# Grandes Nomes
Grandes Nomes, também conhecido como Série Grandes Nomes, foi um programa musical produzido mensalmente e apresentado pela TV Globo entre 7 de março de 1980 até 11 de dezembro de 1981, e com progamas esporádicos nos dias, 6 de maio de 1983, 2 de setembro de 1983, 4 de maio de 1984 e o seu último programa indo ao ar no dia 1 de junho de 1984.
Com transmissão mensal no seu primerio ano, a Série Grandes Nomes apresentou diversos cantores e compositores brasileiros, com cada episódio trazendo o nome completo do artista homenageado.

## Formato
Gravado mensalmente até dezembro de 1981 no Teatro Fênix, no Rio de Janeiro, e exibido após a novela das oito na programação da Sexta Super na década de 1980, o programa musical Série Grandes Nomes tinha a atmosfera de um concerto ao vivo, na maioria das vezes contando com um público composto por convidados e público em geral.

## Exibição
Em seu primeiro ano, o programa contou com especiais dedicados a Simone (Simone Bittencourt de Oliveira), Caetano Veloso e Jorge Ben Jor (Caetano Emanuel Viana Teles Veloso e Jorge Lima Duílio de Menezes, que se apresentaram juntos), Angela Maria (Abelim Maria da Cunha ), Paulinho da Viola (Paulo César Batista de Faria), Gilberto Gil e Jimmy Cliff (Gilberto Passos Gil Moreira e James Chambers, também atuando em dupla), João Gilberto (João Gilberto Prado Pereira de Oliveira), Elis Regina (Elis Regina Carvalho Costa) e Rita Lee (Rita Lee Jones).
O primeiro programa de 1981, exibido em janeiro, trazia os destaques dos especiais produzidos em 1980 e recebeu um extenso título: O Nome dos Grandes – Momentos Memoráveis de Simone Bittencourt de Oliveira, Caetano Emanuel Viana Teles Veloso, Jorge Lima Duílio de Menezes, Abelim Maria da Cunha, Paulo César Batista de Faria, Jimmy Chambers, Gilberto Passos Gil Moreira, João Gilberto Prado Pereira de Oliveira, Elis Regina Carvalho Costa e Rita Lee Jones.
Durante o ano de 1981, foram produzidos e exibidos especiais dedicados a Gal Costa (Maria da Graça Costa Penna Burgos), Gonzaguinha (Luiz Gonzaga do Nascimento Júnior), Ney Matogrosso (Ney Souza Pereira), Fagner (Raimundo Fagner Cândido Lopes) e, novamente, Caetano Veloso (Caetano Emanuel Viana Teles Veloso) e Gilberto Gil (Gilberto Gil Passos Moreira), nas suas primeiras apresentações solo na série, e Rita Lee (Rita Lee Jones), se tornando a única artista a ter dois episódios da série inteiramente dedicados a ela.
Em 6 de novembro de 1981, foi ao ar Grandes Nomes – Momentos Inéditos, uma edição especial com trechos inéditos que não haviam sido exibidos antes, apresentada pelo ator Mário Lago.
Após uma pausa em 1982, a Série Grandes Nomes voltou à programação da Globo em maio de 1983, embora não fosse mais exibida mensalmente. O primeiro episódio dessa nova fase, com participação do cantor e compositor Djavan, foi intitulado Um Facho de Luz. Outras edições incluíram Agnaldo Timóteo (Agnaldo Timóteo – A Voz… O Cantor…), Luiz Gonzaga (Luiz Gonzaga Especial) e Milton Nascimento (Milton Nascimento Especial). A série foi concluída em 1984, após 20 episódios e 4 temporadas.
Em 23 de agosto de 1985 foi apresentada, na faixa de programação Sexta Super, uma seleção dos shows exibidos durante os anos de 1980 e 1981, com o título 'Melhores Momentos dos Grandes Nomes'.

## Produção
Os especiais do primeiro ano foram realizados por uma equipe fixa, formada pelo iluminador Henrique Leiner, pelos cenógrafos Mário Monteiro e Raul Travassos, e por Emiliano Costa e Eugênio Carvalho, responsáveis pelo som. Fernando Travessoni integrava a equipe de câmeras. A partir de 1981, a produção passou a contar também com outros profissionais.
Contou também com Guto Graça Mello na direção musical.

## Episódios
| Homenageado                                                                                    | Data de exibição      |
| ---------------------------------------------------------------------------------------------- | --------------------- |
| Simone - 'Simone Bittencourt de Oliveira'                                                      | 7 de março de 1980    |
| Caetano Veloso e Jorge Ben Jor - 'Caetano Emanuel Teles Veloso e Jorge Lima Duílio de Menezes' | 4 de Abril de 1980    |
| Angela Maria 'Abelim Maria da Cunha'                                                           | 2 de Maio de 1980     |
| Paulinho da Viola - 'Paulo César Batista de Faria'                                             | 6 de Junho de 1980    |
| Gilberto Gil e Jimmy Cliff - 'Gilberto Passos Gil Moreira e Jammes Chambers'                   | 4 de Julho de 1980    |
| João Gilberto - 'João Gilberto Prado Pereira de Oliveira'                                      | 5 de Setembro de 1980 |
| Elis Regina - 'Elis Regina Carvalho Costa'                                                     | 3 de Outubro de 1980  |
| Rita Lee - 'Rita Lee Jones'                                                                    | 7 de Novembro de 1980 |

| Homenageado                                           | Data de exibição       |
| ----------------------------------------------------- | ---------------------- |
| Gal Costa - 'Maria da Graça Costa Penna Burgos'       | 6 de Março de 1981     |
| Gilberto Gil - 'Gilberto Passos Gil Moreira'          | 3 de Abril de 1981     |
| Gonzaguinha - 'Luiz Gonzaga do Nascimento Júnior'     | 1 de Maio de 1981      |
| Caetano Veloso - 'Caetano Emanuel Viana Teles Veloso' | 5 de Junho de 1981     |
| Ney Matogrosso - 'Ney Souza Pereira'                  | 4 de Setembro de 1981  |
| Fagner - 'Raimundo Fagner Cândido Lopes'              | 2 de Outubro de 1981   |
| 'Momentos Inéditos'                                   | 6 de Novembro de 1981  |
| Rita Lee - 'Rita Lee Jones' - 11/12/1981              | 11 de Dezembro de 1981 |

| Homenageado                          | Data de exibição      |
| ------------------------------------ | --------------------- |
| Djavan - 'Um Facho de Luz'           | 6 de Maio de 1983     |
| Agnaldo Timóteo – 'A Voz… O Cantor…' | 2 de Setembro de 1983 |

| Homenageado                  | Data de exibição   |
| ---------------------------- | ------------------ |
| 'Luiz Gonzaga Especial'      | 4 de Maio de 1984  |
| 'Milton Nascimento Especial' | 1 de Junho de 1984 |

## DVD
Os shows foram lançados separadamente em DVD em 2006, 26 anos após a estreia da série.